# Megachile poeyi
Megachile poeyi là một loài Hymenoptera trong họ Megachilidae. Loài này được Guérin-Méneville mô tả khoa học năm 1845.

## Hình ảnh

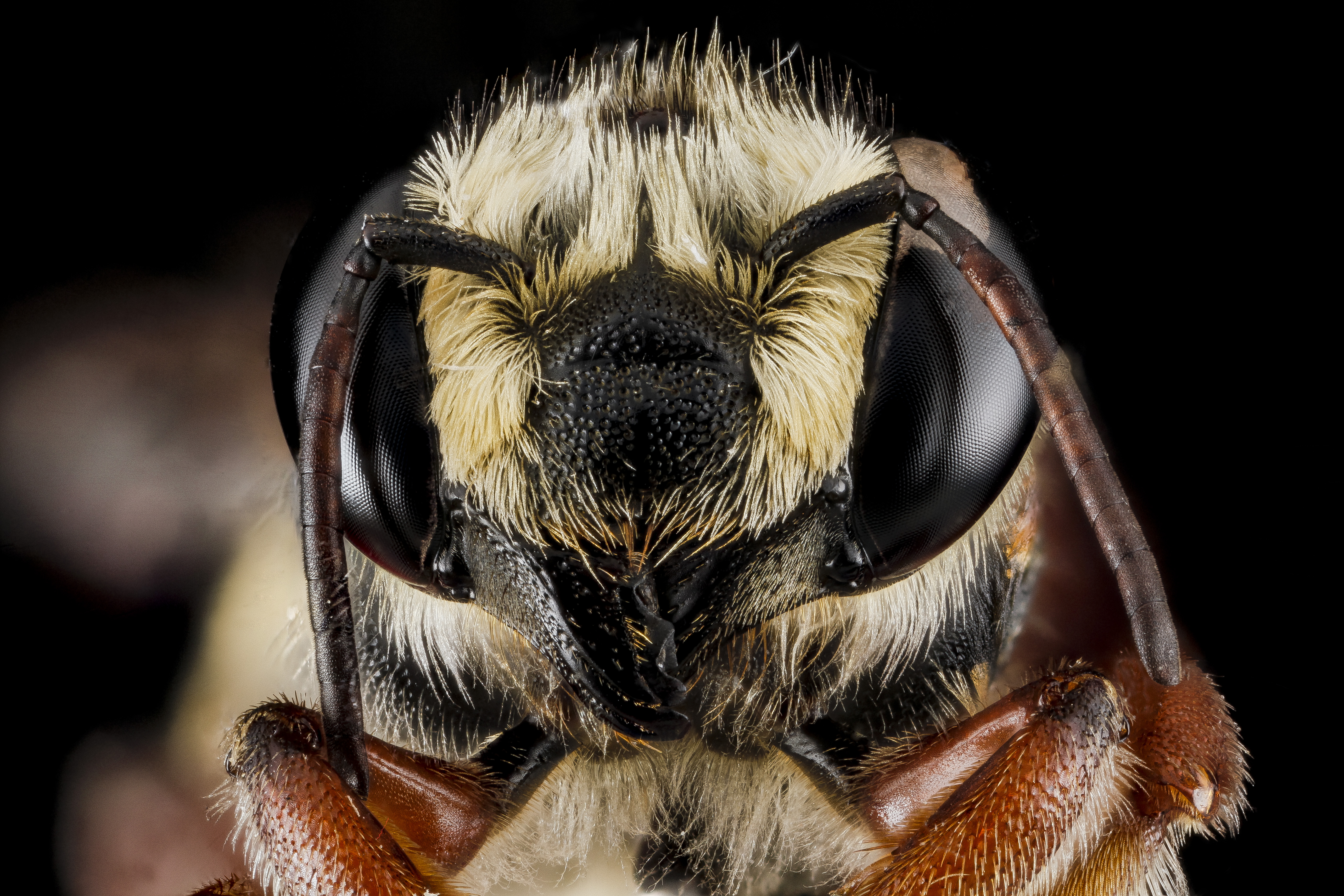
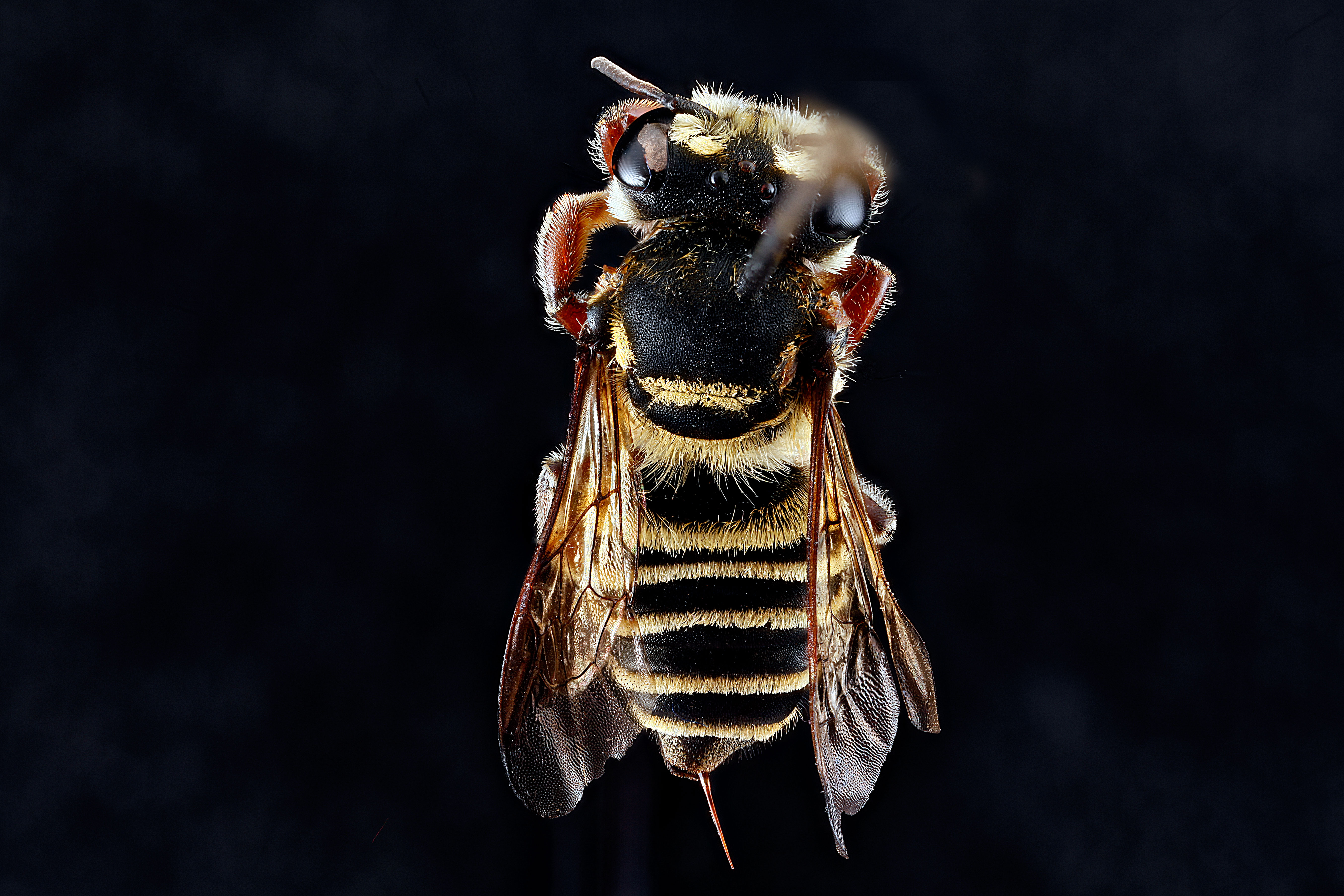